# Georgstraße (Bremerhaven)
Die Georgstraße ist eine historische Straße in Bremerhaven, Stadtteil Geestemünde.
Sie führt als Hauptdurchgangsstraße in Nord-Süd-Richtung vom Elbinger Platz / Elbestraße bis zur Weserstraße, weiter in Richtung Wulsdorf.
Sie gliedert sich in die Teilbereiche:
- Elbinger Platz bis Grashoffstraße
- Grashoffstraße bis zur Rampe / Weserstraße.

Die Querstraßen wurden benannt als Bismarckstraße nach dem Reichskanzler Otto von Bismarck, Arndtstraße nach dem Schriftsteller Ernst Moritz Arndt, Kreuzstraße, Kolmarer Straße nach einer Stadt im Elsass, Theestraße, Ramsauerstraße, Grashoffstraße, Posener Straße nach einer Stadt in Polen, Max-Dietrich-Straße, Schmiedestraße, Einswarder Straße, An der Mühle (früher Mühlenstraße), Pfarrstraße an der Marienkirche, Bauernwall, Lenthestraße nach Carl August Lenthe, von 1877 bis 1889 letzter Gemeindevorsteher von Geestendorf, Georg-Seebeck-Straße nach dem Werftbetreiber Georg Seebeck, Weidestraße, Nansenstraße nach dem Polarforscher Fridtjof Nansen, Ostrampe (führte zur früheren Eisenbahnbrücke hoch) und Hoebelstraße; ansonsten siehe beim Link zu den Straßen.

## Geschichte

### Name
Die Georgstraße wurde 1860 nach dem bei der Gründung des Ortes regierenden König Georg V. (Hannover) benannt. Zuvor hieß sie Bremer Landstraße.

### Entwicklung
17 Jahre nach der Gründung Bremerhavens baute das benachbarte Königreich Hannover ab 1844 einen Konkurrenzhafen. Damit begann der Aufstieg Geestemündes, das 1847 diesen Namen erhielt. 1848 wohnten nur 59 Bürger im Ort. 1860 erfolgte der Ausbau der östlich von den Häfen liegenden Bremer Landstraße, die nunmehr Georgstraße hieß. Die gemeinsame Gemeindeverwaltung von Geestemünde und Geestendorf verblieb nach der Vereinigung beider Orte von 1889 bis 1944 in dem Gebäude Georgstraße Nr. 77. Die Georgstraße wurde 1934 ein Teil der Reichsstraße 6, die von Wesermünde nach Breslau führte. 1937 wurde sie nach Norden verlängert. Zunächst noch durch die Hafenstraße (Bremerhaven) führte sie über Langen nach Cuxhaven. In den Novemberpogromen 1938 wurde das Kaufhaus von Joseph Schocken (früher Kaufhaus S. Hirsch) an der Georgstraße 51 durch die Sturmabteilung verwüstet. Die Luftangriffe auf Wesermünde zerstörten 75 % aller Gebäude in Geestemünde. 1953 wurde von Wilfried Springbrunn das Kino Europa eröffnet, das ab 1963 Apollo hieß. Es hatte 649 Plätze und bestand bis 2007. Noch in den 1960er Jahren befanden sich zwei weitere Kinos (Admiral, Rex) an der Straße. Die Bundesstraße 6 wurde Ende der 1970er Jahre durch die Bundesautobahn 27 entlastet und ersetzt.

### Verkehr
Seit 1881 gab es eine Pferdestraßenbahn. 1891 wurde die Bahn in der Straße bis zur Schweizer Halle/Pferdebahndepot Wulsdorfer Chaussee verlängert. Von 1898 bis 1949 wurde sie zu einem elektrischen Straßenbahnbetrieb mit 6 Linien umgebaut. Die Gleise waren in der kompletten Georgstraße verlegt (ab Weserlust in nördlicher Richtung, siehe Gleislage 1952).

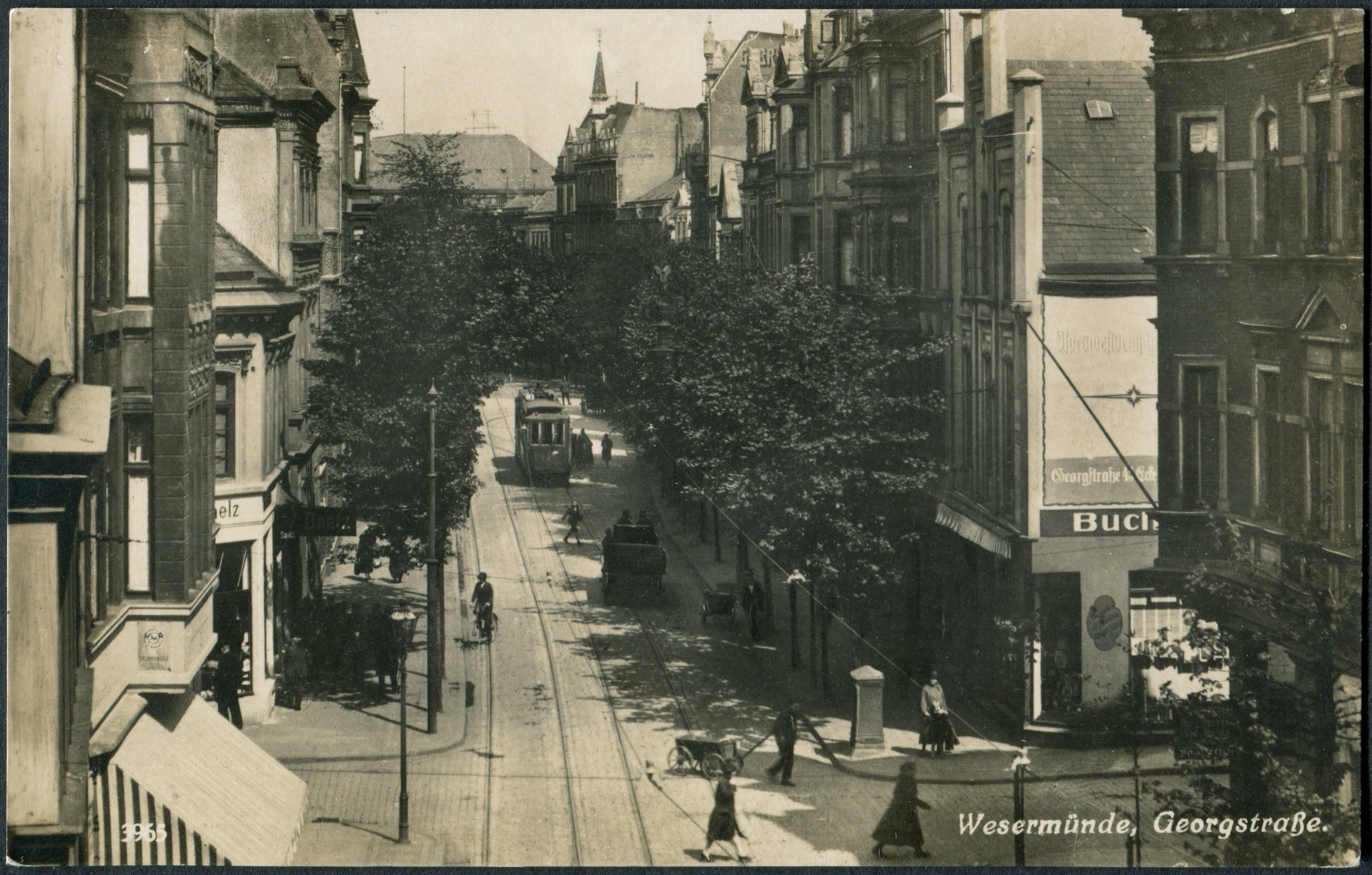
Ansichtskarte „Wesermünde, Georgstraße“; mit Straßenbahn;
H. Rubin & Co., Nr. 3965, 1920er Jahre

Von 1960 bis 1982 fuhr die Straßenbahn der Verkehrsgesellschaft Bremerhaven AG (VGB) mit den Linien 2 (Geestemünde – Busdepot Stadtgrenze Langen) und 3 (Hauptbahnhof – Rotersand – Rickmersstraße – Bahnhof Lehe) durch die Georgstraße; letztere nur bis 1964.
Es verkehren hier die Linien 504, 505, 506, 514, HL, NL und S der BremerhavenBus der Bremerhavener Versorgungs- und Verkehrs-GmbH.

## Gebäude und Anlagen
An der Straße befinden sich nur Gebäude aus der Nachkriegszeit. Viele der überwiegend vier bis auch sechsgeschossigen Häuser sind Wohn- und Geschäftshäuser und im südlichen Bereich Wohnhäuser.
- Marienkirche, Baudenkmal der Romanik und Gotik an der nahen Mushardstraße 2 und An der Mühle: Kapelle vom 13. Jahrhundert, Vergrößert im 15. Jh., Umbau 1875 und 1907, 1944 schwer beschädigt, bis 1951 Wiederaufbau.[3]
- Nr. 2: 6-gesch. Hotel Elbinger Platz.
- Nr. 19/21: 5-gesch. Wohn- und Geschäftshaus.
- Nr. 42: Vereinssitz vom Tanzsportverein TSG Bremerhaven.
- Nr. 45: Metropol-Lichtspiele von 1920 bis 1943/44 mit 382 Plätzen, zerbomt.[4]
- Nr. 50: Von 1953 bis 1963 Kino Admiral mit 700 Plätzen.
- Nr. 51: Von 1929 bis 1938 Kaufhaus Schocken (davor Kaufhaus S. Hirsch) von Joseph Schocken[5]
- Nr. 73: 6-gesch. Wohn- und Geschäftshaus, von 1953 bis 2007 Kino Europa bzw. Apollo mit 649 Plätzen.[6]
- Nr. 77: Von 1878 bis 1894 Sitz der Gemeindeverwaltung und nach dem Rathausbau von 1894 in der damaligen Bahnhofsallee (heute: Klußmannstraße) bis 1944 Räume für Teile der Verwaltung.
- Ecke Georg-/Keilstraße (heute Grashoffstraße): Geestemünder Schauspielhaus von 1908. Hier war später das Kino Metropol.
- Nr. 119/121: Von 1957 bis 1989 Kino Rex mit 800 Plätzen; abgerissen.
- Nansenstraße bis Rampe: Kleingartengebiet/Gewerbegebiet.

### Gedenksteine
- Stolpersteine in Bremerhaven
  - Nr. 17: für Julius Gumprich (1882–1942) und Martha Gumprich (1892–1942), beide in Minsk ermordet.
  - Nr. 24: für Carla Kiefer (1909), Constantin Kiefer (1868), Dr. Leo Kiefer (1903), Erich Kiefer (1911), Lina Kiefer (1880), alle 1934/37 geflohen u. a. nach Chile.